# Vera Viktorovna Krasova
Vera Viktorovna Krasova (tiếng Nga: Ве́ра Ви́кторовна Кра́сова; sinh 1987) là một hoa hậu đến từ nước Nga.

## Tiểu sử
Vera Krasova sinh năm 1988 tại thủ đô Moskva, Liên Xô - nay là Liên bang Nga. Khi tham dự cuộc thi Hoa hậu Hoàn vũ, cô kể rằng năm 16 tuổi cô đã đi làm bồi bàn và mang về những đồng lương đầu tiên cho gia đình. Cô dự định theo đuổi sự nghiệp thời trang.

## Các cuộc thi sắc đẹp
Ngày 14 tháng 12 năm 2007, Vera Krasova tham dự cuộc thi Hoa hậu Nga 2007 được tổ chức tại thủ đô Moskva. Cô giành danh hiệu á hậu 1, sau Ksenia Sukhinova (người được coi là sẽ đại diện cho nước Nga tham dự Hoa hậu Thế giới và Hoa hậu Hoàn vũ của năm tới).
Tuy nhiên Ksenia Sukhinova đã từ chối tham dự Hoa hậu Hoàn vũ để tập trung cho việc học tập và chuẩn bị tham dự Hoa hậu Thế giới 2008 tổ chức tại Nam Phi. Vì thế, ban tổ chức của cuộc thi đã chọn Vera Krasova làm Hoa hậu Hoàn vũ Nga và cô trở thành đại diện chính thức của nước Nga tại Hoa hậu Hoàn vũ 2008 diễn ra tại Việt Nam.
Trong đêm chung kết của cuộc thi Hoa hậu Hoàn vũ 2008 diễn ra vào ngày 14 tháng 7 năm 2008, cô xếp thứ 7 phần thi áo tắm với số điểm 8,414 còn thứ 5 phần thi trang phục dạ hội với số điểm 8,471. Cô lọt vào top 5 người đẹp nhất và đoạt danh hiệu á hậu 3.